# Daniel MacPherson
Daniel (Dan) MacPherson (Sydney, 25 april 1980) is een Australisch acteur, televisiepresentator en triatleet.
Hij is vooral bekend als Joel Samuels in de Australische soapserie Neighbours en als PC Cameron Tait in de Britse politieserie The Bill.
Vooraleer hij begon met acteren, was MacPherson een professioneel triatleet.

## Persoonlijk leven
MacPherson werd geboren in Sydney en groeide op in Cronulla. Hij studeerde aan het prestigieuze Sydney Boys High School. Zwemmen, vissen, golf en voor de Cronulla Sharks, een rugbyteam, supporteren stonden op zijn lijst van favoriete bezigheden.
In 2004 scheidden zijn ouders. MacPherson heeft een jongere zus, Brodie MacPherson, ex-vriendin van Nick Jonas, en een jongere broer, Andrew MacPherson, een model.

## Carrière
MacPherson werd op 17-jarige leeftijd ontdekt tijdens de triatlon van Kurnell (Sydney). Vervolgens kreeg hij in 1998 zijn eerste rol als Joel Samuels in de Australische soap Neighbours. Samuels was, net zoals in zijn echte leven, een opkomend atleet. Een knieblessure verhinderde echter MacPhersons professionele sportcarrière. In 2002 verliet hij Neighbours en zakte af naar het Verenigd Koninkrijk om in de musical Godspell mee te spelen. In Godspell vertolkte hij afwisselend met Engels entertainer Jonathan Wilkes de rol van Jezus en Judas. Na de show kreeg hij in The Bill de rol van PC Cameron Tait aangeboden, hij speelde deze rol van 2003 tot en met 2004.
Na het verlaten van The Bill nam MacPherson opnieuw de rol van Jezus op zich, ditmaal in het toneelstuk The Mysteries. Zijn tegenspeler was Edward Woodward. Dit toneelstuk is gebaseerd op een middeleeuws mysteriespel, waarin elke scène zich afspeelt in een ander deel van de Kathedraal van Canterbury. Hiervoor kreeg hij lovende kritiek.
In 2005 keerde MacPherson terug naar Australië om de Australische versie van The X-Factor te presenteren. Opnieuw kreeg hij positieve reacties. Bij afloop van het seizoen doken er berichten op dat MacPherson net voor een live aflevering werd geraakt door een houten plank. Hij was vervolgens enkele minuten bewusteloos. Toen hij terug bij bewustzijn kwam, presenteerde hij de show, weliswaar met een hersenschudding. Hij verklaarde nadien zich niets te herinneren.
Het jaar daarop, in februari 2006 presenteerde MacPherson de driedelige documentaire Killer Shark op Network Ten.
In het najaar van 2006 vertolkte MacPherson de rol van Ned Frost in de Brits-Australische serie Tripping Over. De serie was een samenwerking tussen het Britse Five en het Australische Network Ten. Hoewel de serie erg populair was in Australië werd er wegens financiële problemen geen tweede seizoen gemaakt.
In oktober 2007 veranderde MacPherson van televisienetwerk. Hij stapte over van Network Ten naar Seven Network, waar hij de rol van Sam Joyner in City Homicide op zich nam. City Homicide was de populairste dramareeks van 2007 en 2008 in Australië. Na een tweede seizoen werd er ook een derde gemaakt, hierna zou MacPherson de serie verlaten.
Op zondag 3 augustus 2008 kondigde Seven Network aan dat MacPherson, na het vertrek van Daryl Somers, het achtste seizoen van de Australische versie van Dancing with the Stars zal presenteren. MacPherson presenteert ook het negende seizoen, dat op 5 juli 2009 begon.
Na het aflopen van het contract met Seven Network wilt MacPherson naar de Verenigde Staten verhuizen, waar hij al een contract heeft getekend met Management 360 en Creative Artists Agency.

## Andere projecten
In 2004 liet MacPherson zich van een andere kant zien, zo poseerde hij tweemaal naakt in twee voorname magazines. Een van deze magazines was het Brits gay-lifestyle magazine Attitude, waarin hij tevens homoseksuele geruchten ontkent.

I am completely supportive of the gay community, however I am straight
— Daniel MacPherson, Attitude

Daarnaast verscheen hij ook in het Australische vrouwenblad Cleo, waarin ze hem omschreven als:

Daniel MacPherson is THE BOMB
— Cleo

MacPherson speelde overigens samen met Paul Hendy en Leila Birch in het Marlowe Theatre in Canterbury ook in twee pantomimes, namelijk Alladin en Cinderella.
In 2006 was MacPherson samen met Australische Big Brother-personality Gretel Killeen de host voor het Network Ten New Year's Eve. Deze uitzending zorgde voor veel commotie, omdat co-presentatoren Ryan Fitzgerald en Bree Amer dronken leken. MacPherson echter werd geloofd voor zijn profesionaliteit.

## Prijzen
- 1999 - Winnaar van 'Most Popular New Talent' - Logie Awards
- 2001 - Nominatie voor 'Most Popular Actor' - Logie Awards
- 2003 - Nominatie voor 'Award for Best Newcomer' - British Television Award

## Triatlon
MacPherson is naast acteur ook atleet, hij neemt deel aan de World Triathlon Corporation en de Ironman 70.3. Hij nam in 2007 deel aan de Ironman Australia, waar hij met één plaats buiten de kwalificaties voor de Ironman Hawaï viel. In 2008 was hij met een zwemtijd van 49:30 in de Ironman Nieuw-Zeeland, niet enkel de snelste van zijn leeftijdsgroep, maar was ook nog eens de achtste snelste van de wereld. Op 19 april 2009 nam hij deel aan de Ironman China. Hij was de eerste in zijn leeftijdscategorie 25-29, waardoor hij gekwalificeerd is voor Ironman Hawaï.
In de tabel staat een selectie van verschillende Ironman-wedstrijden, waaraan hij heeft deelgenomen.
| JAAR | WEDSTRIJD                 | PLAATS | ZWEMMEN  | FIETSEN  | LOPEN    | TOTAAL   |
| ---- | ------------------------- | ------ | -------- | -------- | -------- | -------- |
| 2009 | Ironman Hawaï             | 541    | 00:56.50 | 05:14.57 | 04:14.30 | 10:32.28 |
| 2009 | Ironman China             | 37     | 00:43.58 | 05:22.23 | 04:48.09 | 11:01.13 |
| 2008 | Ironman New Zealand       | 143    | 00:49.30 | 05:16.31 | 03:58.43 | 10:10.55 |
| 2007 | Ironman Australia         | 64     | 00:51.27 | 05:09.26 | 03:40.49 | 09:41.44 |
| 2006 | Ironman Western Australia | 71     | 00:53.06 | 05:00.57 | 03:48.32 | 09:42.36 |

## Trivia
- MacPherson is de meest geïnterviewde persoonlijkheid in de Australische talkshow Rove Live
- Hij is verkozen tot 'Television Personality in 2008' door GQ.[11]